# Denis Petrašov
Denis Evgen'evič Petrašov, in kirghiso Денис Евгеньевич Петрашов? (Biškek, 1° febbraio 2000), è un nuotatore kirghizo, specializzato nella rana.

## Biografia
Si allena negli Stati Uniti d'America, presso l'Università di Louisville. Ha preso parte a tre edizioni dei Giochi olimpici, da Rio de Janeiro 2016 a Parigi 2024.
Nel luglio del 2025 conquista l'oro ai Giochi mondiali universitari nei 100 metri rana e il bronzo - nella medesima specialità - ai mondiali in vasca lunga di Singapore, ottenendo così la prima medaglia iridata della storia del Kirghizistan.

## Palmarès
- Mondiali

Singapore 2025: bronzo nei 100m rana.
- Giochi mondiali universitari

Reno-Ruhr 2025: oro nei 100m rana.
- Giochi olimpici giovanili

Buenos Aires 2018: argento nei 100m rana.